# Literatura Foiro
Literatura Foiro (traducibile in italiano come fiera letteraria) è un'importante rivista culturale in lingua esperanto. Principalmente rivista letteraria, non si occupa solo di letteratura, ma anche di musica, teatro, cinema, sociologia, linguistica e politica culturale. Nel tempo è diventata la rivista culturale più longeva e certamente la più influente del movimento esperantista.

## Storia
La rivista fu fondata nel 1970 a Milano, ad opera del circolo letterario esperantista La Patrolo. Da allora appare regolarmente con cadenza bimestrale (sebbene nel 1987 vi furono più di sei uscite). A partire dal 1980 la rivista è edita dalla Kooperativo de Literatura Foiro.
In quanto organo della Esperanta PEN-Centro (dal 1991), la rivista attira a sé i più noti scrittori e pubblicisti attivi nella comunità esperantofona. La rivista è inoltre stata al centro del movimento d'opinione del raumismo, sfociato nel Patto per la Esperanta Civito (1998).

## Direttori
- Giorgio Silfer, 1970-1980
- Perla Martinelli, 1980-1995
- Ljubomir Trifonchovski, 1996-2013
- Carlo Minnaja, 2014
- Zlatoje Martinov, 2015-2018
- Perla Martinelli, 2019-